# Lepidagathis robinsonii
Lepidagathis robinsonii är en akantusväxtart som beskrevs av Merrill. Lepidagathis robinsonii ingår i släktet Lepidagathis och familjen akantusväxter. Inga underarter finns listade i Catalogue of Life.